# 福氏江魟
福氏江魟（學名：Potamotrygon falkneri）又稱為帝王魟、老虎魟，為軟骨魚綱板鰓亞綱江魟科的其中一種，是最華麗的大型南美魟。分布於南美洲巴拉那河-巴拉圭河流域，從庫亞巴河和皮基里河到拉普拉塔河。本魚體呈圓盤形，身上呈現不規則的條狀及圓圈狀金黃色的花紋，最大的體盤的直徑可以到達60公分，而體型較小且尚未成熟的帝王魟，色彩呈乳白色，可做為觀賞魚。